# Peperomia parcifolia
Peperomia parcifolia är en pepparväxtart som beskrevs av C. Dc.. Peperomia parcifolia ingår i släktet peperomior, och familjen pepparväxter. Inga underarter finns listade i Catalogue of Life.